# San Lorenzo de Tormes
San Lorenzo de Tormes è un comune spagnolo di 52 abitanti situato nella comunità autonoma di Castiglia e León.